# Long kỵ binh

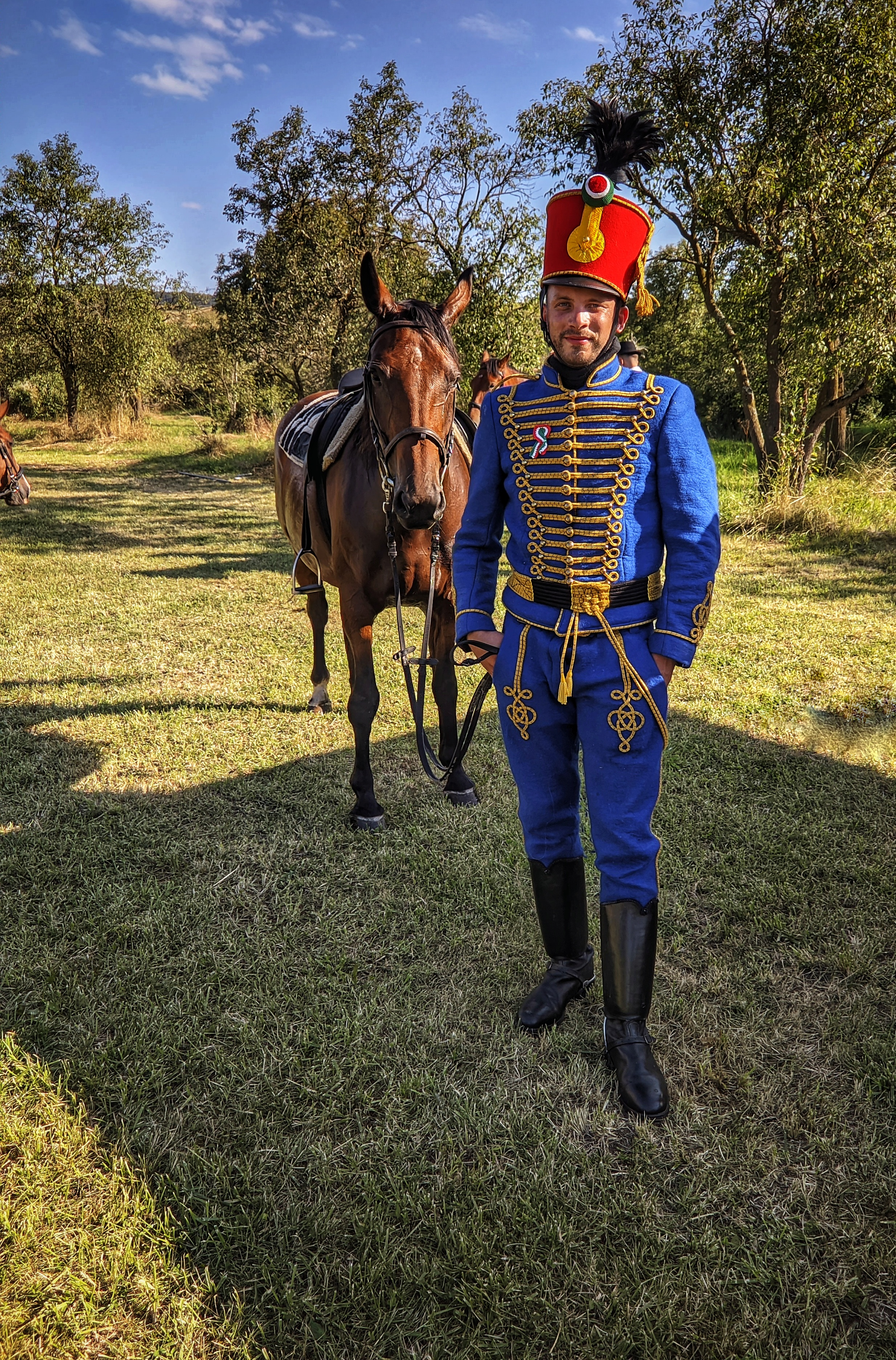
Long kỵ binh

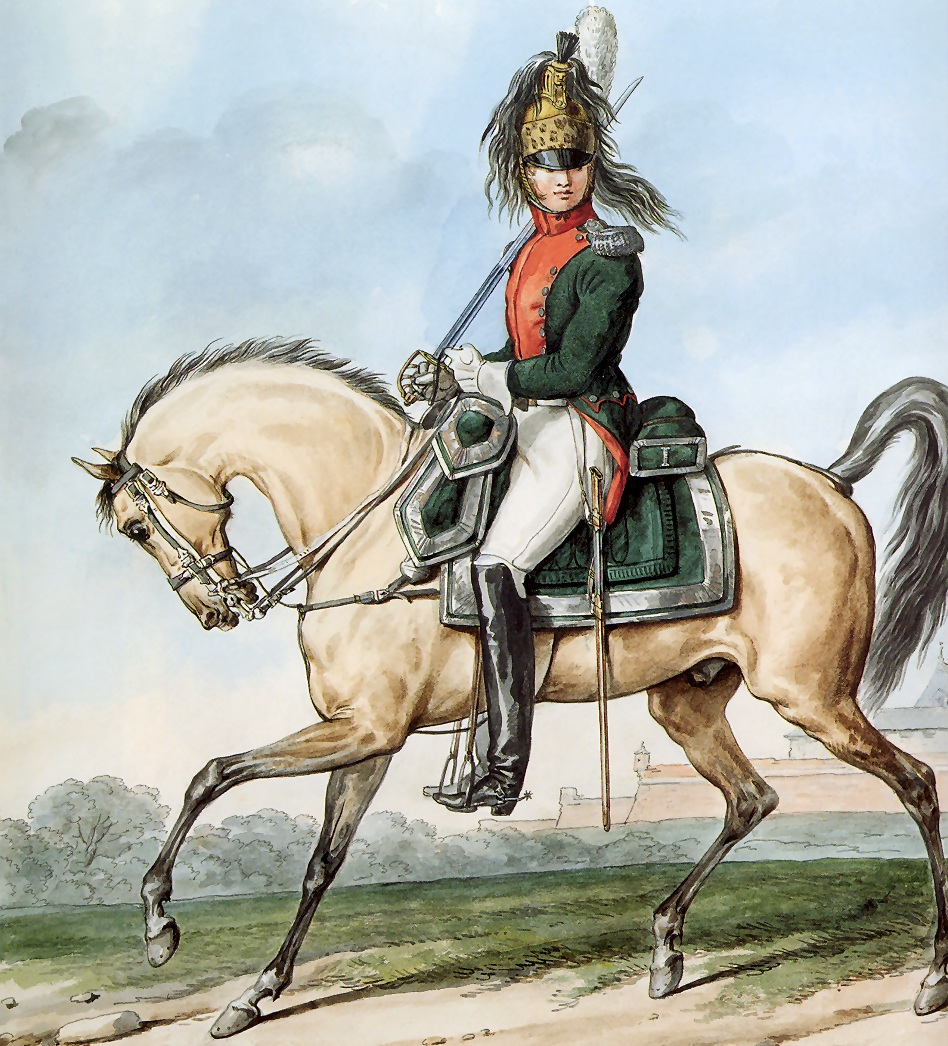
Lính đầu rồng của Pháp

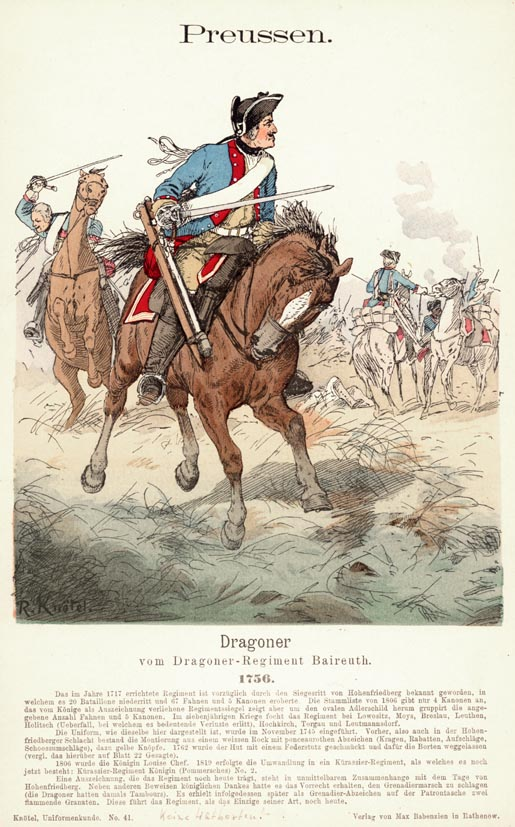
Long Kỵ binh của Phổ

Long kỵ binh (tiếng Anh: Dragoon) là đơn vị lính cưỡi ngựa thuộc bộ binh, lập ra từ thế kỷ 17. Nguyên thủy ở Pháp nhóm lính này dùng một loại súng phun lửa gọi là "súng rồng" nên đơn vị đó được gọi là "long (rồng) kỵ binh". Đến thế kỷ 18 đơn vị này biến đổi thành đơn vị khinh binh vũ trang nhẹ có thể di chuyển nhanh chóng. Quân đội châu Âu ngày nay thường dùng một trung đoàn Long kỵ binh cưỡi ngựa trong các nghi lễ trọng thể hoặc dẫn đường khi diễn binh. Sách tiếng Việt đầu thế kỷ 20 còn gọi nhóm lính này là lính đầu rồng. Theo Phạm Quỳnh nhân chuyến đi Pháp năm 1922 thì lính đầu rồng được ghi lại như sau:
| “ | Lính này mặc áo dạ đen nẹp đỏ, đầu đội cái mũ đồng bóng nhoáng có đuôi dài rủ xuống sau lưng, một tay cầm gươm vác vai, một tay cầm vỏ gươm kéo xuống đất, mà người nào cũng lực lưỡng cao lớn... Thứ lính này chỉ dùng về nghi vệ mà thôi. | ” |